# Strijdkrachten van de Republiek China

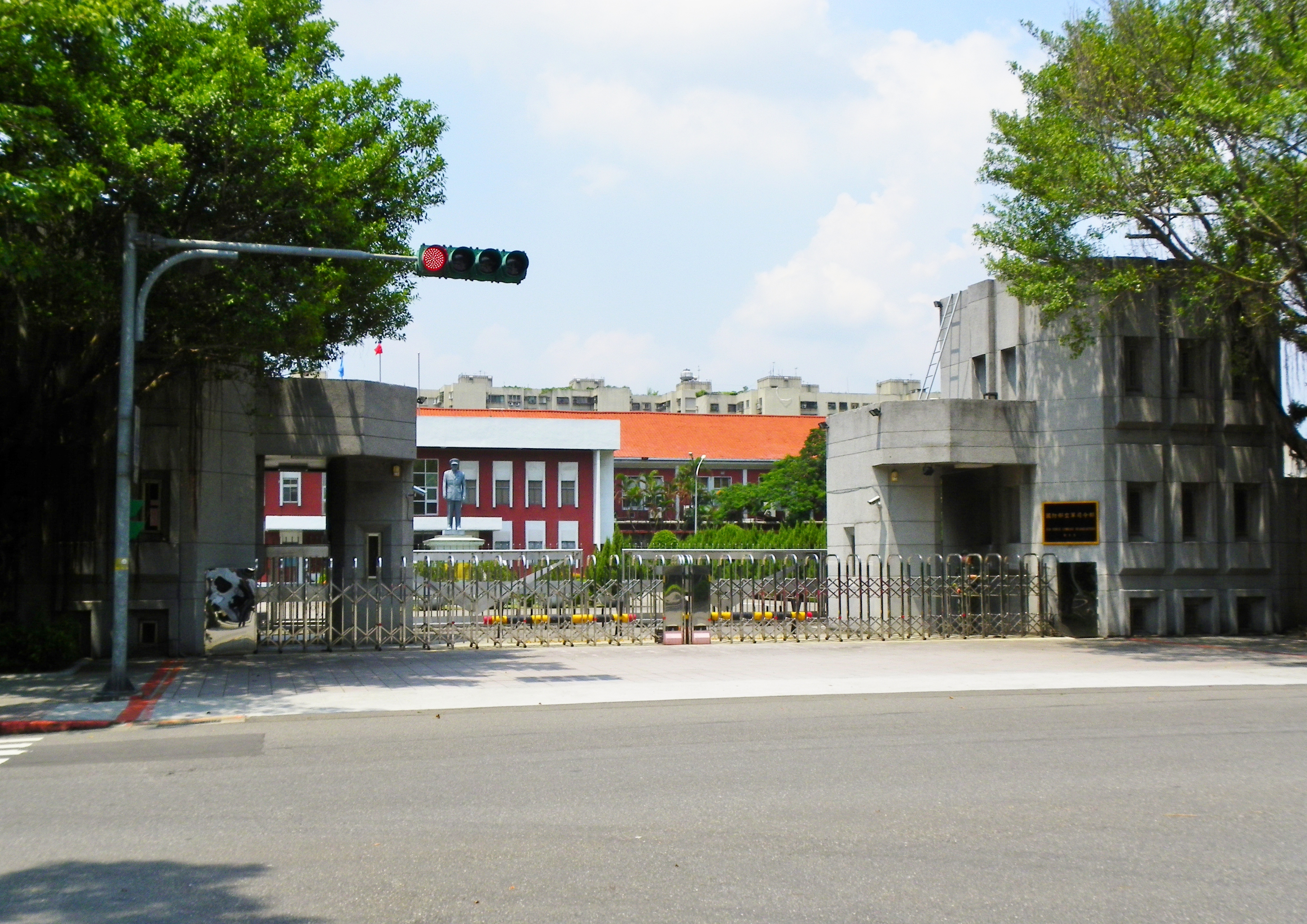
De ingang van het hoofdkwartier van de Taiwanese luchtmacht in augustus 2011.

De strijdkrachten van de Republiek China, ook wel Taiwan leger genoemd, zijn de krijgsmacht van de de facto soevereine eilandstaat Republiek China in Zuidoost-Azië, vlak bij Volksrepubliek China. De voornaamste taak van is het verdedigen van de eilanden tegen een mogelijke Chinese invasie. Taiwans strijdkrachten tellen circa 290.000 manschappen en bijna 1,7 miljoen reservisten. Het land kent een dienstplicht van één jaar voor mannen.
In 1949 werd de voorloper, het Nationaal Revolutionair Leger van de Republiek China (1912-1949) door het Volksbevrijdingsleger van het vasteland verdreven. Tot in de jaren 1970 was het heroveren hiervan de hoofdmissie. Jaarlijks wordt een grote oefening genaamd Han Kuang gehouden waarbij een Chinese invasie wordt gesimuleerd.
Met de Verenigde Staten, de belangrijkste militaire partner, had Taiwan vanaf 1954 een alliantie gesloten tegen China. Sinds 1979, het jaar waarin de Volksrepubliek China door de Verenigde Staten werd erkend, zijn de relaties met Taiwan louter informeel van aard. Ondanks dat bleef de VS Taiwan steunen. Zo konden in de jaren 1980 geen F-16's aan Taiwan geleverd worden, men hielp wel met de ontwikkeling van Taiwans eigen gevechtsvliegtuigen. In de jaren 1990 verlichtten de spanningen met China wat en konden toch ook F-16's worden gekocht.
Taiwan is westers georiënteerd en koopt behalve in de VS, de grootste leverancier, ook militair materieel aan in onder meer Frankrijk, Duitsland en Nederland. Daarnaast worden ook eigen wapensystemen ontwikkeld, zoals de Sky Bow-luchtdoelraket.

## Onderdelen
- Landmacht van de Republiek China
- Marine van de Republiek China
  - Marinierskorps van de Republiek China
- Luchtmacht van de Republiek China
- Militaire Politie van de Republiek China

## Trivia
- De nabijgelegen stadstaat Singapore heeft bij gebrek aan oefenterrein in eigen land sinds 1975 drie militaire bases op Taiwan. Dat leidde tot een diplomatiek conflict tussen Singapore en China, dat het eiland Hainan in de plaats aanbood. Singapore weigerde dit en stelde zich in geval van een conflict tussen Taiwan en China te zullen terugtrekken.